# Thomas Wignell
Thomas Wignell, né anglais vers 1753, probablement à Londres, et mort le 21 février 1803, est un acteur et metteur en scène durant la période coloniale des États-Unis.

## Biographie
Thomas Wignell est né vers 1753 probablement à Londres.
Il arrive en Amérique en 1774 avec son cousin Lewis Hallam (en) et d'autre acteurs. En raison de la révolution américaine, il part en Jamaïque avec son cousin puis retourne en Amérique en 1785.
Selon les travaux d'Oscar G. Sonneck et Richard Crawford, Thomas Wignell est l'un des managers de théâtre les plus importants de l'époque qui n'a pas hésité, après avoir convaincu des financiers, de participer à la construction du New Theatre de Philadelphie qui a ouvert en 1793.